# رقص ورزشی

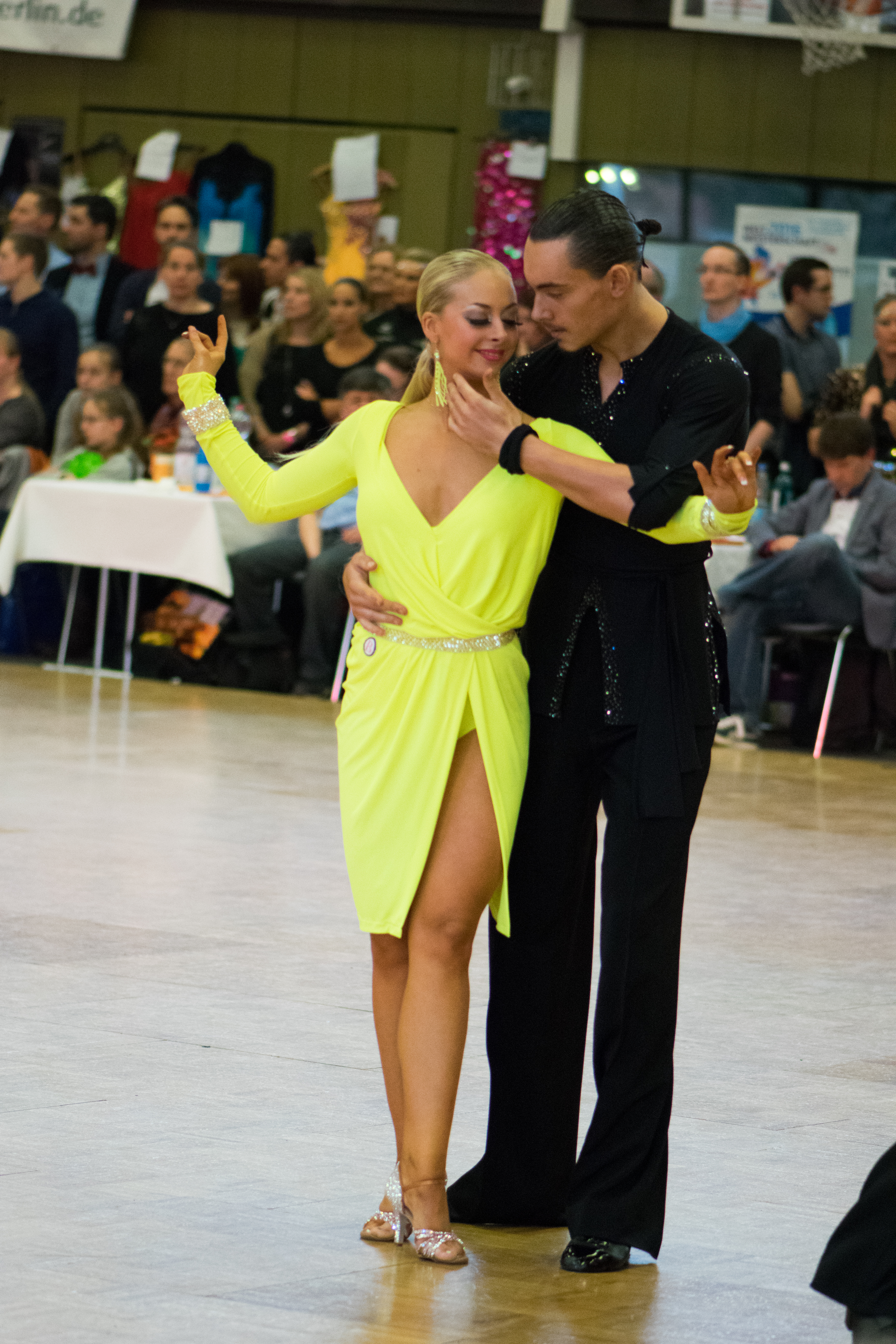
رقص دونفره در مسابقه رقص جوانان در جمهوری چک

رقص ورزشی به رقص بالروم رقابتی گفته می‌شود. نام ورزشی برای این رقص از آن روی انتخاب شده تا به رسمیت شناختن المپیکی آن کمک کند. در رقابت‌های رقص با ویلچر حداقل یکی از رقصنده‌ها از ویلچر استفاده می‌کنند. رقابت‌های رقص ورزشی به وسیله سازمان‌ها و نهادهایی چون شورای جهانی رقص و فدراسیون جهانی رقص ورزشی سازماندهی و تنظیم می‌شوند.